# Skantselorgivank
Skantselorgivank (armenisch Սքանչելագործ վանք, „Kloster der Wunder“) war ein Kloster der Armenisch-Apostolischen Kirche am Nordufer des Vansees in der Provinz Bitlis im Südosten der Türkei. Das seit dem 8. oder 9. Jahrhundert bestehende Kloster lag auf einem Hügel wenige Kilometer nordwestlich der Stadt Adilcevaz, die im Mittelalter auf Armenisch Ardzgue hieß.

## Geschichte
Gemäß der Textsammlung Acta Martyrum verweilte Vahan von Goghthen Anfang des 8. Jahrhunderts hier. Er war der Sohn eines örtlichen armenischen Herrschers und wurde von Arabern nach Syrien entführt und als Muslim erzogen. Er wurde später nach Armenien zurückgesandt, um ein Gebiet unter arabischer Suzeränität zu regieren. Allerdings sagte er sich direkt nach seiner Ankunft vom Islam los, kehrte zum Christentum zurück, kam nach Artzque und zog sich in eine nahegelegene Eremitage namens Eraschkhawor zurück. Sein Abfall vom Islam führte schließlich im Jahre 737 zu seinem Märtyrertum. Eraschkhavor (Yerashkhavor), „Kloster des Beschützers“, ist möglicherweise ein früherer Name des Klosters und würde bedeuten, dass das Kloster im zweiten Viertel des 8. Jahrhunderts eingerichtet wurde. Es ist auch möglich, dass Eraschkawor ein anderes, heute verschwundenes Kloster in der Nähe war.
Die Ruf des Klosters stammte von zahlreichen Reliquien, die angeblich die Wunderkraft besaßen, Krankheiten zu heilen. Es gab ein Relikt, das als das „Heilige Emblem des Krieges“ bekannt war. Ein weiteres Relikt war Teil eines großen Bronzekessels, das während einer Pestepidemie von Mönchen gefunden wurde. Es kam der Glaube auf, dass es das Becken war, in dem Jesus Christus nach seiner Geburt gewaschen worden sei. Es war wahrscheinlich Teil eines urartäischen Kelches. Während des 14., 15. und 16. Jahrhunderts beherbergte das Kloster ein Skriptorium – über 20 Manuskripte wurden hier angefertigt. Ende des 19. Jahrhunderts war das Kloster wohlhabend und besaß viele Ländereien. Im Jahre 1893 erfasste ein Erdbeben im damaligen Osmanischen Reich auch die Stadt Artzque und zerstörte viele Häuser. Es ist nicht bekannt, ob auch das Kloster betroffen war. 1895 wurde das Kloster während der Massaker an den Armeniern von Kurden angegriffen und ausgeraubt, auch die Nebengebäude des Klosters wurden niedergebrannt. Diese wurden zu Beginn des 20. Jahrhunderts wiedererrichtet. Das Kloster existierte bis zum Völkermord an den Armeniern.

## Belege
- Monastery of the Miracles (Sk'ants'elagorgivank) or the Monastery of Ardzgue. Virtual Ani